# روکوجو گاوارا
روکوجوگاوارا (به ژاپنی: 六条河原);  یک مکان اعدام در کنار رود کامو در شهر کیوتو،  استان کیوتو در ژاپن بود. پس از حادثه معبد هوننو، سایتو توشی‌میتسو در این مکان به مجازات رسید.